# Mordella badiipennis
Mordella badiipennis es una especie de coleóptero de la familia Mordellidae.

## Distribución geográfica
Habita en Guatemala.